# Équipe de la Communauté des États indépendants de football au Championnat d'Europe 1992
L'équipe de la communauté des États indépendants de football dispute la neuvième phase finale du championnat d'Europe (Euro 1992) qui se tient en Suède du 10 juin 1992 au 26 juin 1992. La CEI figure dans le groupe 2 et est éliminée en terminant à la dernière place sans gagner un match.
Cette équipe de la CEI a permis, sous une nouvelle bannière, à l'équipe de l'URSS de participer en juin 1992 à la phase finale de l'Euro pour laquelle elle avait réussi à se qualifier avant la dissolution de l'Union soviétique en décembre 1991. L'équipe de la CEI disparait comme prévu dès la fin du championnat d'Europe, les nouvelles nations indépendantes issues de l'URSS ayant désormais leur propre équipe nationale à partir de juillet 1992.

## Phase qualificative
La phase qualificative comprend cinq groupes de cinq nations et deux groupes de quatre nations. Les sept vainqueurs de poule se qualifient pour l'Euro 1992 et rejoignent la Suède, qualifiée d'office en tant que pays organisateur. L'URSS remporte le groupe 3 et se qualifie notamment aux dépens de l'Italie, demi-finaliste de la Coupe du monde 1990.
| Rang | Équipe           | Pts | J | G | N | P | Bp | Bc | Diff |  | Résultats (▼ dom., ► ext.) |     |     |     |     |     |
| ---- | ---------------- | --- | - | - | - | - | -- | -- | ---- |  | -------------------------- | --- | --- | --- | --- | --- |
| 1    | Union soviétique | 13  | 8 | 5 | 3 | 0 | 13 | 2  | +11  |  | Union soviétique           |     | 0-0 | 2-0 | 2-2 | 4-0 |
| 2    | Italie           | 10  | 8 | 3 | 4 | 1 | 12 | 5  | +7   |  | Italie                     | 0-0 |     | 1-1 | 3-1 | 2-0 |
| 3    | Norvège          | 9   | 8 | 3 | 3 | 2 | 9  | 5  | +4   |  | Norvège                    | 0-1 | 2-1 |     | 0-0 | 3-0 |
| 4    | Hongrie          | 8   | 8 | 2 | 4 | 2 | 10 | 9  | +1   |  | Hongrie                    | 0-1 | 1-1 | 0-0 |     | 4-2 |
| 5    | Chypre           | 0   | 8 | 0 | 0 | 8 | 2  | 25 | -23  |  | Chypre                     | 0-3 | 0-4 | 0-3 | 0-2 |     |

## Phase finale

### Groupe 2
| Groupe 2 |           |     |   |   |   |   |    |    |      |
|          | Équipe    | Pts | J | G | N | P | BP | BC | Diff |
| 1        | Pays-Bas  | 5   | 3 | 2 | 1 | 0 | 4  | 1  | +3   |
| 2        | Allemagne | 3   | 3 | 1 | 1 | 1 | 4  | 4  | 0    |
| 3        | Écosse    | 2   | 3 | 1 | 0 | 2 | 3  | 3  | 0    |
| 4        | CEI       | 2   | 3 | 0 | 2 | 1 | 1  | 4  | -3   |

| 12 juin | Pays-Bas | 1 | 0 | Écosse    |
| 12 juin | CEI      | 1 | 1 | Allemagne |
| 15 juin | Écosse   | 0 | 2 | Allemagne |
| 15 juin | Pays-Bas | 0 | 0 | CEI       |
| 18 juin | Pays-Bas | 3 | 1 | Allemagne |
| 18 juin | Écosse   | 3 | 0 | CEI       |

| 12 juin 1992                      | CEI                    | 1 – 1 | Allemagne   | Idrottsparken, Norrköping                      |                                                |
| 20:15 · Historique des rencontres | Dobrovolski 64e (pen.) |       | Hässler 90e | Spectateurs : 17 410 Arbitrage : Gérard Biguet | Spectateurs : 17 410 Arbitrage : Gérard Biguet |
| 20:15 · Historique des rencontres | (Rapport)              |       |             | Spectateurs : 17 410 Arbitrage : Gérard Biguet | Spectateurs : 17 410 Arbitrage : Gérard Biguet |

| 15 juin 1992                      | Pays-Bas  | 0 – 0 | CEI | Ullevi, Göteborg                                 |                                                  |
| 20:15 · Historique des rencontres |           |       |     | Spectateurs : 34 400 Arbitrage : Peter Mikkelsen | Spectateurs : 34 400 Arbitrage : Peter Mikkelsen |
| 20:15 · Historique des rencontres | (Rapport) |       |     | Spectateurs : 34 400 Arbitrage : Peter Mikkelsen | Spectateurs : 34 400 Arbitrage : Peter Mikkelsen |

| 18 juin 1992                      | Écosse                                          | 3 – 0 | CEI | Idrottsparken, Norrköping                           |                                                     |
| 20:15 · Historique des rencontres | McStay 7e · McClair 16e · McAllister 84e (pen.) |       |     | Spectateurs : 14 660 Arbitrage : Kurt Röthlisberger | Spectateurs : 14 660 Arbitrage : Kurt Röthlisberger |
| 20:15 · Historique des rencontres | (Rapport)                                       |       |     | Spectateurs : 14 660 Arbitrage : Kurt Röthlisberger | Spectateurs : 14 660 Arbitrage : Kurt Röthlisberger |

## Effectif
Sélectionneur : Anatoli Bychovets
| No. | Pos.      | Joueur                  | Date de naissance et âge | Sélec. | Club               |
| --- | --------- | ----------------------- | ------------------------ | ------ | ------------------ |
| 1   | Gardien   | Dmitri Kharine          | 16 août 1968             | 12     | CSKA Moscou        |
| 2   | Défenseur | Andreï Tchernychov      | 7 janvier 1968           | 23     | Spartak Moscou     |
| 3   | Défenseur | Kakhaber Tskhadadze     | 7 septembre 1968         | 5      | Spartak Moscou     |
| 4   | Défenseur | Akhrik Tsveiba          | 10 septembre 1966        | 22     | Dynamo Kiev        |
| 5   | Défenseur | Oleg Kuznetsov          | 22 mars 1963             | 60     | Glasgow Rangers    |
| 6   | Milieu    | Igor Chalimov           | 2 février 1969           | 23     | US Foggia          |
| 7   | Milieu    | Alexeï Mikhaïlitchenko  | 30 mars 1963             | 38     | Glasgow Rangers    |
| 8   | Attaquant | Andrei Kanchelskis      | 23 janvier 1969          | 20     | Manchester United  |
| 9   | Milieu    | Sergueï Aleinikov       | 7 novembre 1961          | 75     | US Lecce           |
| 10  | Milieu    | Igor Dobrovolski        | 27 août 1967             | 26     | Servette de Genève |
| 11  | Attaquant | Sergei Yuran            | 11 juin 1969             | 13     | Benfica Lisbonne   |
| 12  | Gardien   | Stanislav Tchertchessov | 2 septembre 1963         | 10     | Spartak Moscou     |
| 13  | Attaquant | Sergueï Kiriakov        | 1er janvier 1970         | 8      | Dynamo Moscou      |
| 14  | Attaquant | Vladimir Liuty          | 20 avril 1962            | 5      | MSV Duisbourg      |
| 15  | Attaquant | Igor Kolyvanov          | 6 mars 1968              | 22     | US Foggia          |
| 16  | Milieu    | Dmitri Kuznetsov        | 28 août 1965             | 17     | Espanyol Barcelone |
| 17  | Milieu    | Igor Korneev            | 4 septembre 1967         | 5      | Espanyol Barcelone |
| 18  | Défenseur | Viktor Onopko           | 14 octobre 1969          | 1      | Spartak Moscou     |
| 19  | Milieu    | Igor Lediakhov          | 22 mai 1968              | 7      | Spartak Moscou     |
| 20  | Défenseur | Andrei Ivanov           | 6 avril 1967             | 3      | Spartak Moscou     |

- Sont décomptées les sélections avec l'URSS et/ou la CEI.

## Navigation